# Esta noche
Esta noche fue un programa de televisión, emitido por TVE en la temporada 1981-1982, con realización de Fernando García Tola y presentación de Carmen Maura.

## Formato
Se trataba de un programa de entrevistas en horario nocturno, con actuaciones musicales. La peculiaridad del espacio y la clave de su enorme éxito en los espectadores estaba en el papel desempeñado por Carmen Maura. La actriz, según ella misma declaró, no era la presentadora del programa, sino que interpretaba un personaje, el de una mujer ingenua y cándida, pero precisamente por ello audaz a la hora de preguntar lo que otros no se hubieran atrevido y a la que una vez un descubridor de talentos le dijo Nena, tú vales mucho, coletilla que Maura repetía en cada programa y que se hizo enormemente popular en la España de la época.
Junto a Maura, se encontraban en plató tres periodistas profesionales (distintos cada semana) que sí se encargaban de formular las preguntas relacionadas con su actividad al invitado de turno.
Carmen Maura, gracias al programa, se convirtió en uno de los rostros más populares del país durante esa época.

## Premios
Gracias a su labor al frente del programa, Carmen Maura consiguió el Premio Ondas, el TP de Oro y el Fotogramas de Plata.